# Dimos Florina
Dimos Florina (Florina) är en kommun i Grekland.   Den ligger i prefekturen Nomós Florínis och regionen Västra Makedonien, i den norra delen av landet, 400 km nordväst om huvudstaden Aten. Antalet invånare är 33 588.